# Småstat
En småstat er en stat med relativt begrænsede ressourcer. En stat, der er stærkt afhængig af andre magter, og en stat, der som følge heraf i højere grad tilpasser sig sine omgivelser end søger at præge dem.